# Фисенко, Михаил Макарович
Михаил Макарович Фисенко (19 января 1935, Старая Осота, Киевская область — 11 июня 2012, Ленинск-Кузнецкий, Кемеровская область) — бригадир проходчиков шахтоуправления «Кольчугинское» Ленинского рудника, Герой Социалистического Труда.

## Биография
Родился 19 января 1935 года в селе Старая Осота (ныне — Кропивницкий район Кировоградской области, Украина). В 1939 году в поисках лучшей доли семья доехала до г. Назарово Красноярского края.
После службы в рядах вооружённых сил, Михаил Макарович поселился в Ленинске-Кузнецком. Первая шахтёрская специальность — лесогон (доставщик) на шахте «Журинка-3». Но через год попал в проходческую бригаду Викентия Петровича Шичко, после ухода на пенсию которого в 1965 году и заменил М. Фисенко. Был выбран бригадиром как крепкий, энергичный, с хорошими организаторскими способностями. Работали буровзрывным способом до конца шестидесятых, когда начали осваивать комбайн «ПК-3М».
Коллектив проходческой бригады под его руководством характеризовался высоким уровнем организованности и дисциплины труда. На протяжении многих лет участок, где трудился Фисенко Михаил Макарович, по достигнутым производственным показателям являлся одним из лучших на Кольчугинском руднике. Свой богатейший опыт работы Михаил Макарович охотно передавал молодым рабочим, являясь наставником, и молодые ребята, вливающиеся в коллектив, быстро впитывали в себя особый дух товарищества, царящий в бригаде, и перенимали её традиции.
Находясь на пенсии, Михаил Макарович вел активную общественную деятельность, всегда был на виду. С первых дней организации городского Совета старейшин при главе города Ленинска-Кузнецкого, с 1994 года, являлся его бессменным членом.
Умер 11 июня 2012 года.

## Награды
- За многолетний, добросовестный труд и высокие производственные результаты Фисенко Михаилу Макаровичу в 1983 году присвоено звание Героя Социалистического Труда.
- Орден Ленина, орден Трудового Красного Знамени, знак «Шахтёрская слава», золотой знак «Шахтерская доблесть», медаль «60 лет Кемеровской области», медаль «За особый вклад в развитие Кузбасса» трех степеней, медаль «За доблестный труд» и другие.
- Заслуженный шахтёр РСФСР, Почетный шахтер, Почетный гражданин города Ленинска-Кузнецкого (2012).

## Память
Именем Фисенко М. М. в 2007 году названа одна из новых улиц города Ленинск-Кузнецкий.